# Pollock (film)
Pollock je americké životopisné filmové drama z roku 2000 o životě abstraktního malíře Jaksona Pollocka. Hlavní roli ztvárnil Ed Harris, který byl i režisérem a spoluproducentem tohoto snímku. Druhou hlavní postavu jeho manželky Lee Krasnerové ztvárnila Marcia Gay Hardenová. Dále hrají Jennifer Connellyová, Robert Knott, Bud Cort, Molly Reganová a Sada Thompsonová.

## Hrají

### Hlavní role
- Ed Harris (Jackson Pollock)
- Marcia Gay Hardenová (Lee Krasnerová, Pollockova manželka)

### Ostatní role
- Tom Bower (Dan Miller)
- Jennifer Connellyová (Ruth Kligmanová)
- Bud Cort (Howard Putzel)
- John Heard (Tony Smith)
- Val Kilmer (Willem de Kooning)
- Amy Madigan (Peggy Guggenheimová)
- Sally Murphyová (Edith Metzgerová)
- Stephanie Seymourová (Helen Frankenthalerová)
- Matthew Sussman (Reuben Kadish)
- Jeffrey Tambor (Clement Greenberg)
- Norbert Weisser (Hans Namuth)
- Everett Quinton (James Johnson Sweeney)
- John Rothman (Harold Rosenberg)
- Kenny Scharf (William Baziotes)
- Sada Thompsonová (Stella Pollocková, Pollockova matka)

## Soundtrack
Filmová hudba byla vydána na CD v únoru 2001. Autorem filmové hudby k tomuto snímku byl Jeff Beal.
1. Alone in the Crowd
2. Beauty from Pain
3. One Man Show
4. The Window
5. Stroke of Genius
6. Plant Your Garden
7. Stroke by Stroke
8. Breaking the Rules
9. Art of This Century
10. The Look
11. A Life's Work
12. Empty
13. A Letter from Lee
14. The World Keeps Turning – Tom Waits
15. Unfinished
16. The Mural Goes on and On (The Mural Remix)
17. She Played the Banjo (Main Title Remix)

## Produkční zajímavosti
- Jde o adaptaci Barbary Turnerové a Susan Emshwillerové knihy Jackson Pollock: An American Saga Stevena Naifeha a Gregora Whita Smitha. Režíroval jej Ed Harris.
- O tomto filmu Ed Harris dlouho snil.[1] Stalo se tak poté, co mu jeho otec daroval Pollockovu biografii, trvalo však 10 let, než mohl být jeho záměr natočit tento film uskutečněn.
- Natáčení trvalo pouze 50 dnů s šestitýdenní pauzou, to proto, aby Ed Harris mohl mít v závěru snímku svoje vlastní pravé vousy (plnovous) a aby mohl být o 30 liber těžší.[2]
- Ed Harris ve filmu obrazy opravdu sám maloval. [2]

## Ocenění
- Marcia Gay Hardenová získala za svoji roli Oscara za ztvárnění Pollockovy manželky Lee Krasnerové.[3].
- Ed Harris byl za svoji roli nominován na Oscara.[3]
- Marcia Gay Hardenová byla také nominována na Independent Spirit Awards, získala Cenu newyorských filmových kritiků.[3]